# Micropeza maculidorsum
Micropeza maculidorsum är en tvåvingeart som först beskrevs av Günther Enderlein 1922.  Micropeza maculidorsum ingår i släktet Micropeza och familjen skridflugor. Inga underarter finns listade i Catalogue of Life.